# Daphnopsis steyermarkii
Daphnopsis steyermarkii är en tibastväxtart som beskrevs av Nevl.. Daphnopsis steyermarkii ingår i släktet Daphnopsis och familjen tibastväxter. Inga underarter finns listade i Catalogue of Life.